# Бронетехника с внешним расположением основного вооружения
Бронетехника с внешним расположением основного вооружения (англ. externally mounted tank gun; применительно к пулемётному вооружению лёгкой гусеничной и колёсной бронетехники, а также съёмному турельному стрелково-пушечному вооружению винтокрылой авиации также называемая pedestal mount, дословно «пьедестальная установка», традиционный вариант перевода — «тумбовый лафет») — разновидность компоновочной схемы образцов бронетехники, в которой основное вооружение расположено на съёмной или стационарной турельной установке или вращающейся орудийной платформе и конструктивно отделено от боевого отделения. В наиболее общем плане представляет собой гусеничный или колёсный лафет с установленным на него вооружением, отсюда ещё одно название для такого рода компоновочной схемы — лафетная (несмотря на сходство по многим параметрам, не следует, однако, отождествлять два указанных понятия).

## История
Первые патенты на образцы бронетехники с внешним расположением основного ствольного вооружения заявлялись, как минимум, с 1945 г. Тем не менее, дальше патентования проектов компаниями и частными лицами — индивидуальными изобретателями дело не шло. Помимо одиночных проектов, разрабатывавшихся в инициативном порядке на собственные средства, либо на привлечённые фонды той или иной промышленной компании или конгломерата, систематизированная разработка единиц бронетехники с внешним расположением основного вооружения в рамках государственных программ разработки ВВТ нового поколения началась в Великобритании и ФРГ в начале 1970-х гг. Долгое время, — до внедрения на практике частично или полностью автономных роботизированных боевых платформ и отдельных конструктивных узлов и агрегатов бронетехники, в частности необитаемой башни, — такой вариант компоновки существовал либо на бумаге (в виде чертежей и другой проектной документации), либо в виде отдельных экспериментальных прототипов, воплощённых в металле и композитных материалах, но не выходил за пределы опытных прототипов. Первым опытным танком стран НАТО с внешним расположением основного вооружения считается британский танк COMRES 75 изготовленный в единственном экземпляре в 1968 г.
Первые серийные модели бронетехники с внешним расположением основного вооружения, заказ на серийное производство которых был получен предприятием-разработчиком от соответствующего министерства или ведомства, но по тем или иным причинам не был реализован, были изготовлены[прояснить] в начале 2000-х гг.

## Отличие от классической компоновки
Принципиальным отличием от традиционной (классической) компоновочной схемы бронетехники, является то, что в классической компоновке, как однобашенных, многобашенных так и безбашенных танков и боевых машин казённая часть основного вооружения (пушки, орудия, зенитной артиллерийской установки, крупнокалиберного танкового пулемёта) эксплуатируется и обслуживается экипажем не покидая боевого отделения и не выходя за пределы бронированного корпуса (за исключением технических неисправностей, требующих срочного осмотра и устранения силами экипажа). В бронетехнике с внешним расположением основного вооружения, экипаж (при наличии такового) и вооружение разделены оболочкой корпуса бронетехники, в то время как экипаж находится в боевом отделении внутри машины, вооружение и вращающаяся платформа расположены снаружи (отсюда и название). При отсутствии экипажа и боевого отделения как такового, применительно к роботизированным машинам отличительным критерием будет считаться раздельное расположение вооружения и отсека с бортовой системой управления.

## Отличие от компоновки с необитаемой башней
Выше даётся сравнение образцов бронетехники с обитаемой башней (башнями) и безбашенных моделей. Варианты бронетехники с необитаемой башней, в зависимости от конфигурации и наличия доступа из боевого отделения к вооружениям, установленным на вращающейся платформе (есть или нет), могут быть как с внешним расположением основного вооружения, так и без.

## Перечень
Ниже представлен краткий перечень образцов бронетехники с внешним расположением основного вооружения:
| Rolls-Royce Meteor Mark III V12 | Rolls-Royce Meteor Mark III V12 |
| Общие данные                    | Общие данные                    |
| ------------------------------- | ------------------------------- |
| Производитель                   | Rolls-Royce Motors              |
| Тип                             | бензиновый                      |
| Производительность              |                                 |
| Максимальная мощность           | 447 кВт (608 л. с.)             |
| Камера сгорания                 |                                 |
| Конфигурация                    | V-образный                      |
| Объём                           | 27 см3                          |
| Цилиндров                       | 12                              |

| Detroit Diesel 8VA-71TA | Detroit Diesel 8VA-71TA |
| Общие данные            | Общие данные            |
| ----------------------- | ----------------------- |
| Производитель           | Detroit Diesel          |
| Тип                     | дизельный               |
| Производительность      |                         |
| Максимальная мощность   | 441 кВт (600 л. с.)     |
| Камера сгорания         |                         |
| Конфигурация            | V-образный              |
| Цилиндров               | 8                       |

| MTU MB 833 Ea-500        | MTU MB 833 Ea-500                      |
| Общие данные             | Общие данные                           |
| ------------------------ | -------------------------------------- |
| Производитель            | MTU Friedrichshafen                    |
| Тип                      | дизельный с 60-градусным углом развала |
| Производительность       |                                        |
| Максимальная мощность    | 441 кВт (600 л. с.)                    |
| Камера сгорания          |                                        |
| Конфигурация             | V-образный                             |
| Цилиндров                | 6                                      |
| Тактность (число тактов) | 4                                      |